# Van Hool AP2375
De Van Hool AP2375 is een type vliegveldbus van de Belgische fabrikant Van Hool. De bus werd vlak na de komst van de Airbus A380 geïntroduceerd en is de grootste vliegveldbus in de wereld.

## Inzet
De AP2375 werd voor het eerst ingezet in 2012 bij SGSIA voor de luchthaven van Algiers in Algerije. Het bedrijf nam 3 AP2375 in dienst en heeft nog 17 andere vliegveldbussen van Van Hool in dienst.
| Land     | Vliegveld                     | Aantal | Serie | Opmerking |
| -------- | ----------------------------- | ------ | ----- | --------- |
| Algerije | Luchthaven Houari Boumedienne | 3      | ??    |           |